# Gobiídeos
Os Gobiidae ou Góbiídeos ou ainda gobiídas são uma família de mais de 200 espécies de peixes teleósteos de pequenas dimensões, dotados de uma barbatana dorsal bipartida e de barbatanas pélvicas unidas, as quais formam um disco de sucção, que lhes permite aderir-se a superfícies rochosas.

## Nomes comuns
Dá pelos seguintes nomes comuns: caboz, também grafado cadoz, (não confundir com os demais peixes teleósteos das famílias dos Bleniídeos e Batraquídeos, que com ele partilham estes dois nomes), alcaboz (não confundir com o Gobius paganellus que também dá por este nome), alcabroz.

## Descrição
Caracterizam-se pelo corpo comprido, com uma cabeça grande de olhos na parte superior.
Na costa portuguesa, a espécie mais abundante é o Gobius paganellus, com um comprimento médio de 15 cm. Este peixe encontra-se em todos os tipos de águas e fundos marinhos das costas e estuários. Como o bodião, o caboz é uma espécie sedentária e nidifica em todos os buracos e reentrâncias rochosas.
A cor do caboz é o castanho-escuro e as suas nadadeiras, principalmente as peitorais, são muito desenvolvidas, fazendo lembrar umas asas. A cabeça e as mandíbulas deste pequeno peixe, e em relação ao seu comprimento, são de uma resistência excepcional.
Entre as várias espécies da família Gobiidae, os Periophthalmus, cujo significado literal é "olhos posicionados na região periférica", é um insetívoro que costuma subir em pequenos arbustos, a fim de capturar artrópodes de pequeno porte, como grilos e formigas. Esse posicionamento ocular decorre de uma adaptação biológica da espécie (evolução), já que esta necessita de meios alternativos de alimentação, face à grande competitividade entre os indivíduos e à própria escassez de alimentos das regiões lodosas onde habitam. São peixes com capacidade de armazenamento de água nas brânquias por várias horas e modificações nas nadadeiras  que viabilizam sua locomoção terrestre. 

## Subfamílias
- Amblyopinae
- Gobiinae
- Gobionellinae
- Oxudercinae
- Sicydiinae
- Microdesminae